# ファックト・アップ
ファックト・アップ (Fucked Up) は、カナダ・トロント出身のハードコアバンド。2001年結成の6人組。

## 来歴
2001年、カナダ・トロントで結成される。

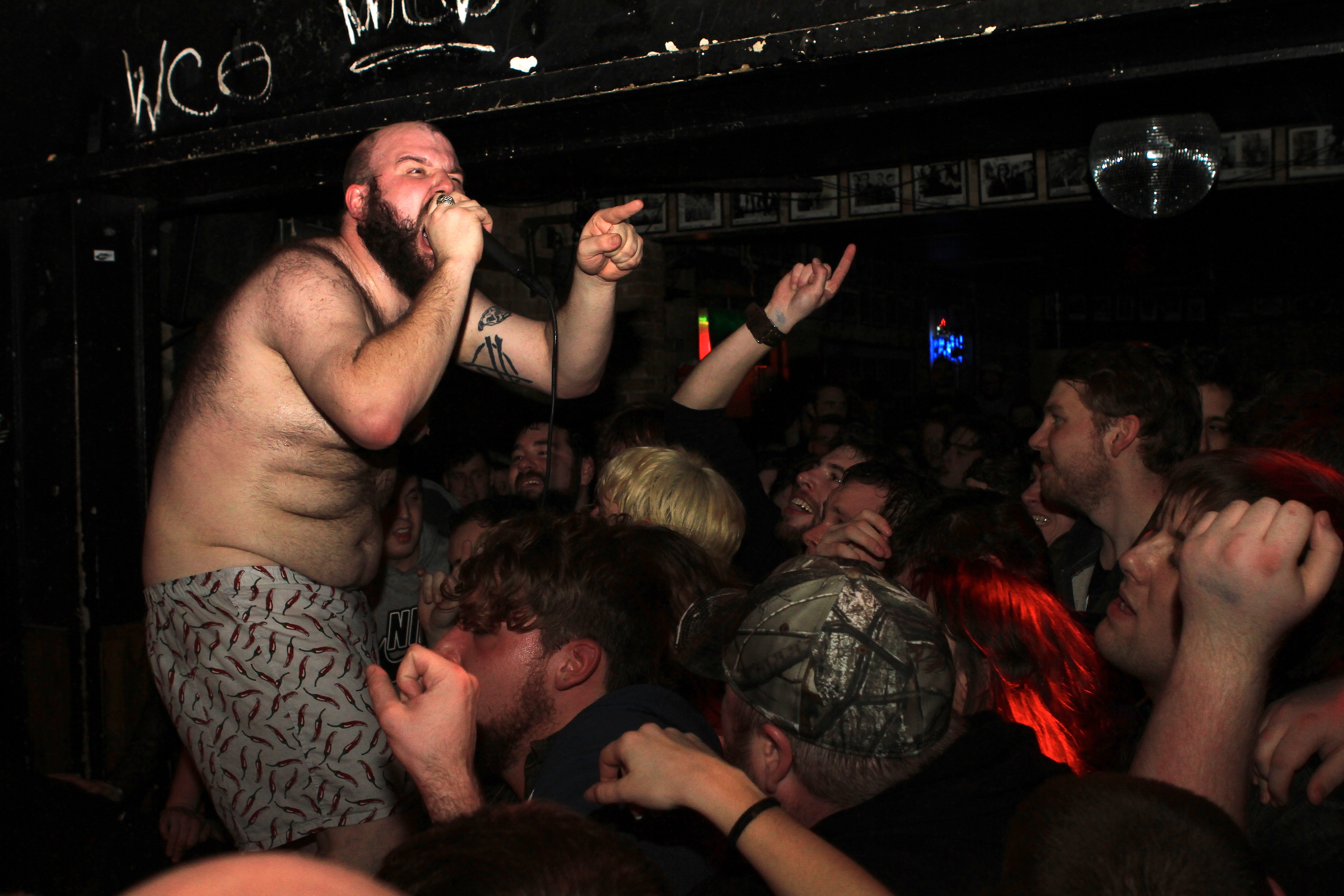
ライブで歌うボーカルのDamian Abraham（2013年）

2006年、1stアルバム『Hidden World』をリリース。地元カナダのExclaim!にて年間ベスト・パンクアルバムに選ばれる。翌2007年、PLUG Independent Music Awardsでも年間ベスト・パンクアルバムに選ばれた。
2008年、2ndアルバム『The Chemistry of Common Life』をマタドールからリリース。この年のMTV Liveではオーディエンスが暴徒化し2000ドルの損害を出している。2009年、Polaris Music Prizeを獲った。
2011年、3rdアルバム『David Comes to Life』をマタドールからリリース。音楽メディアが発表する年間ベストアルバムのリストでは、Spinで1位、Stereogumで4位、ピッチフォークで33位に選ばれた。
2014年、4thアルバム『Glass Boys』をリリース。
2018年、5thアルバム『Dose Your Dreams』をリリース。

## メンバー
- Damian Abraham
- Jonah Falco
- Mike Haliechuk
- Sandy Miranda
- Josh Zucker
- Ben Cook

## ディスコグラフィ
スタジオ・アルバム
- Hidden World (2006年、Jade Tree Records/Deranged Records)
- The Chemistry of Common Life (2008年、Matador Records)
- David Comes to Life (2011年、Matador Records) 全米83位、全英152位、カナダ90位
- Glass Boys (2014年)
- Dose Your Dreams (2018年)